# Arabsiyo

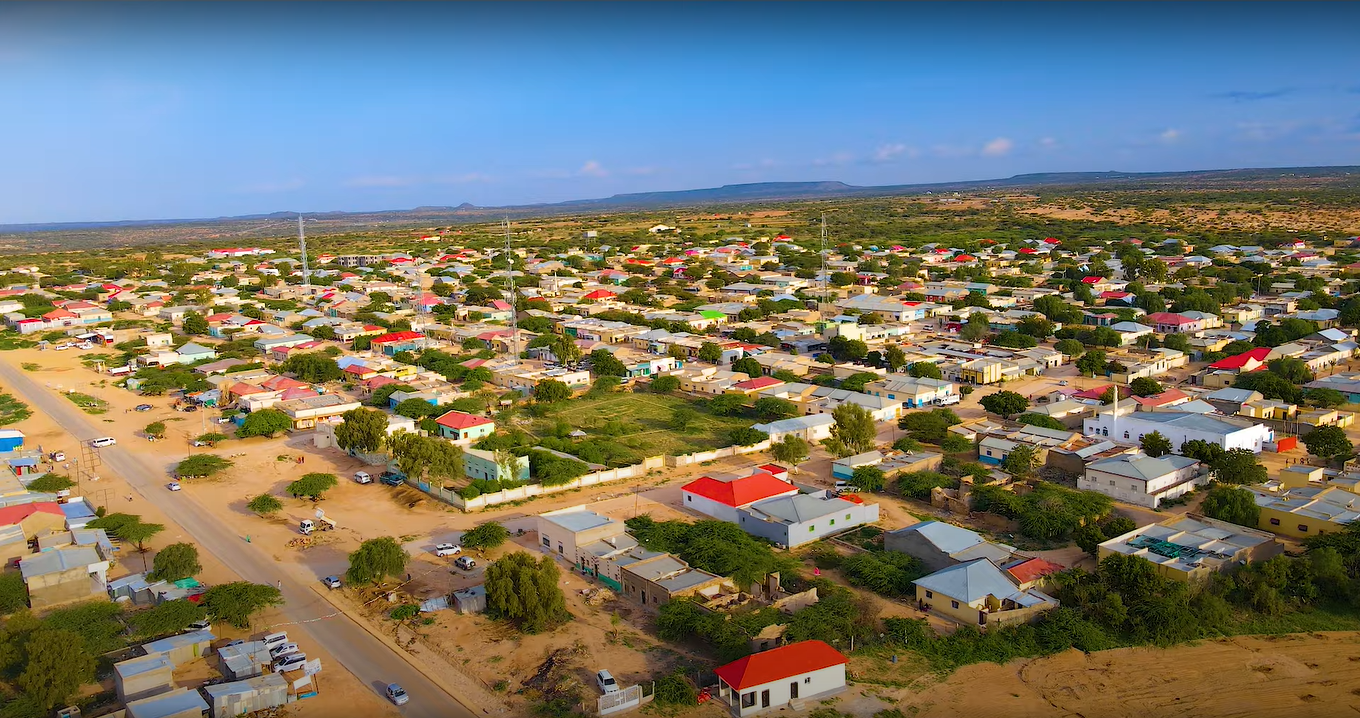

Arabsiyo est une ville de la région de Woqooyi Galbeed, province du Somaliland dans le nord de la Somalie. La ville est située à environ 30 km à l'ouest de Hargeisa.
Arabsiyo possède trois vallées situées à l'ouest, au centre et à l'est de la ville avec un certain nombre de villages agricoles tels que Huluq, Agamsa, Gogol-wanaag, Beeyo-Qalooce, Dhagaxmadoobe, Biyomacaan, Laas Xadhaadh et Gogeysa.